# Godfrey Upland
Das Godfrey Upland ist der kleine Überrest eines wellenförmigen Plateaus von bis zu 1500 m Höhe im südzentralen Grahamland auf der Antarktischen Halbinsel. Es wird durch den Clarke-, Meridian-, Lammers- und Cole-Gletscher begrenzt.
Das Hochland ist seit der Reise der US-amerikanischen Polarforscher Finn Ronne und Carl R. Eklund (1909–1962) über den Meridian- und den Lammers-Gletscher im Rahmen der United States Antarctic Service Expedition (1939–1941) bekannt. Bei der Ronne Antarctic Research Expedition (1947–1948) entstanden 1947 die ersten Luftaufnahmen. Der Falkland Islands Dependencies Survey nahm 1958 Vermessungen vor. Das UK Antarctic Place-Names Committee benannte es 1962 nach dem US-amerikanischen Erfinder Thomas Godfrey (1704–1749), der zur selben Zeit wie der englische Astronom und Mathematiker John Hadley, jedoch unabhängig von diesem, im Jahr 1730 einen Quadranten (einen Vorläufer des Sextanten) entwickelte.